# Parahepomidion ivorense
Parahepomidion ivorense là một loài bọ cánh cứng trong họ Cerambycidae.